# Barbara Leigh-Hunt
Barbara Leigh-Hunt (* 14. Dezember 1935 in Bath, Somerset, England; † 16. September 2024) war eine britische Theater- und Filmschauspielerin.

## Leben
Barbara Leigh-Hunt kam 1935 als Tochter von Elizabeth (geb. Jones) und Chandos Austin Leigh-Hunt in Bath zur Welt und war eine entfernte Verwandte des englischen Schriftstellers und Kritikers Leigh Hunt. Ihre Mutter, die ihren Vater frühzeitig verließ, nahm sie regelmäßig in örtliche Theatervorstellungen mit. Mutter und Tochter zogen schließlich nach London, wo Leigh-Hunt zunächst die Kensington High School for Girls besuchte. Mit dem Bristol Old Vic, an dessen Theaterschule sie 1953 ihren Abschluss als „vielversprechendste Schülerin“ machte, gab sie 1954 in London ihr professionelles Bühnendebüt. Fortan trat sie in zahlreichen Theaterproduktionen, vor allem in Stücken William Shakespeares, in England und in weiteren Ländern Europas auf.
In den 1950er Jahren war sie auch am Broadway in New York zu sehen, so unter anderem in Shakespeares Ein Sommernachtstraum und Hamlet. Zeitweilig gehörte sie zudem der Royal Shakespeare Company an. Ihr Repertoire reichte dabei von leichtfüßigen Komödien bis tiefernsten Tragödien. Aber auch in zeitgenössischen Stücken, darunter Tom Stoppards Travesties (1974) und Hugh Whitemores Pack of Lies (1983), konnte sie sich behaupten. Für ihre Rolle der Sybil Birling in Stephen Daldrys gefeierter Theaterproduktion von John Boynton Priestleys Sozialdrama Ein Inspektor kommt wurde sie 1993 mit dem Laurence Olivier Award in der Kategorie Beste Nebendarstellerin ausgezeichnet.
Nach ersten sporadischen Fernsehauftritten stand Leigh-Hunt ab 1965 vor allem für Fernsehserien regelmäßig vor der Filmkamera. Ihren ersten und gleichzeitig bekanntesten Leinwandauftritt hatte sie 1972 als stranguliertes Mordopfer in Alfred Hitchcocks Thriller Frenzy. Noch im selben Jahr spielte sie Catherine Parr in Heinrich VIII. und seine sechs Frauen. In der Fernsehminiserie Wagner – Das Leben und Werk Richard Wagners kam sie 1983 als Königin von Bayern neben Schauspielgrößen wie Richard Burton, Vanessa Redgrave, John Gielgud und Laurence Olivier zum Einsatz. Bekannt ist sie ferner für ihre Darstellung der gebieterischen Lady Catherine de Bourgh im BBC-Fernsehmehrteiler Stolz und Vorurteil (1995), in dem sie neben Jennifer Ehle und Colin Firth auftrat. Zwischen 1956 und 2004 wirkte sie in mehr als 65 Film- und Fernsehproduktionen mit.
Ab 1967 war Leigh-Hunt mit dem Schauspieler Richard Pasco († 2014) verheiratet, der einen Sohn mit in die Ehe brachte und mit dem sie mehrfach auf der Bühne und im Film zusammen spielte. Sie starb im September 2024 im Alter von 88 Jahren.

## Filmografie (Auswahl)
- 1965: No Hiding Place (TV-Serie, eine Folge)
- 1967: Inheritance (TV-Serie, zwei Folgen)
- 1969: The Inside Man (TV-Serie, eine Folge)
- 1969: Callan (TV-Serie, eine Folge)
- 1969: Die Spezialisten (Special Branch) (TV-Serie, eine Folge)
- 1971: Die Suche nach der Quelle des Nils (The Search for the Nile) (TV-Miniserie)
- 1972: Frenzy
- 1972: Heinrich VIII. und seine sechs Frauen (Henry VIII and His Six Wives)
- 1972: Villains (TV-Serie, eine Folge)
- 1973: Justice (TV-Serie, eine Folge)
- 1973: Die Nelson-Affäre (Bequest to the Nation)
- 1973: The Brontës of Haworth (TV-Miniserie)
- 1974: Thriller (TV-Serie, eine Folge)
- 1979: One Fine Day (TV-Film)
- 1980: Ein Himmelhund von einem Schnüffler (Oh Heavenly Dog)
- 1983: Wagner – Das Leben und Werk Richard Wagners (TV-Miniserie)
- 1988: Der Dank des Vaterlandes (Tumbledown) (TV-Film)
- 1990: Inspektor Morse, Mordkommission Oxford (Inspector Morse) (TV-Reihe, eine Folge)
- 1990: Vorsicht Arzt (Paper Mask)
- 1990: Inspektor Wexford ermittelt (Ruth Rendell Mysteries) (TV-Serie, drei Folgen)
- 1991: A Perfect Hero (TV-Miniserie)
- 1995: As Time Goes By (TV-Serie, eine Folge)
- 1995: Stolz und Vorurteil (Pride and Prejudice) (TV-Miniserie)
- 1997: Keep the Aspidistra Flying
- 1998: Das Echo (The Echo) (TV-Zweiteiler)
- 1999: Wives and Daughters (TV-Miniserie)
- 2000: Längengrad (Longitude) (TV-Zweiteiler)
- 2000: Billy Elliot – I Will Dance
- 2001: The Martins
- 2001: Bertie and Elizabeth (TV-Film)
- 2002: Inspector Barnaby – Mord mit Rendite (Midsomer Murders – Market for Murder) (TV-Reihe, eine Folge)
- 2002: George Eliot: A Scandalous Life (TV-Film)
- 2004: Vanity Fair – Jahrmarkt der Eitelkeit (Vanity Fair)

## Theaterauftritte (Auswahl)
- 1952–1953: Crime and Punishment von Marilyn Campbell und Curt Columbus nach Fjodor Dostojewski – Bristol Old Vic, Bristol
- 1953–1954: Dark of the Moon von Howard Richardson – Bristol Old Vic, Bristol
- 1957–1958: Ein Sommernachtstraum (A Midsummer Night’s Dream) von William Shakespeare – Old Vic Theatre, London
- 1957–1958: Maß für Maß (Measure for Measure) von William Shakespeare – Old Vic Theatre, London
- 1957–1958: König Lear (King Lear) von William Shakespeare – Old Vic Theatre, London
- 1958–1959: Hamlet von William Shakespeare – Broadway Theatre, New York
- 1959–1960: Wie es euch gefällt (As You Like It) von William Shakespeare – Old Vic Theatre, London
- 1960–1961: Maria Stuart von Friedrich Schiller – Old Vic Theatre, London
- 1960–1961: Der Kaufmann von Venedig (The Merchant of Venice) von William Shakespeare – Old Vic, London
- 1960–1961: Was ihr wollt (Twelfth Night) von William Shakespeare – Old Vic Theatre, London
- 1960–1961: Romeo und Julia (Romeo and Juliet) von William Shakespeare – Old Vic Theatre, London
- 1962–1963: The School for Scandal von Richard Brinsley Sheridan – Bristol Old Vic, Bristol
- 1962–1963: Viel Lärm um nichts (Much Ado About Nothing) von William Shakespeare – als Beatrice, Bristol Old Vic, Bristol
- 1964–1965: Verlorene Liebesmüh (Love’s Labour’s Lost) von William Shakespeare – Bristol Old Vic, Bristol
- 1965–1966: Peer Gynt von Henrik Ibsen – Bristol Old Vic, Bristol
- 1966–1967: Hedda Gabler von Henrik Ibsen – als Hedda, Bristol Old Vic, Bristol
- 1969–1970: Macbeth von William Shakespeare – Bristol Old Vic, Bristol
- 1974–1975: Die lustigen Weiber von Windsor (Merry Wives of Windsor) von William Shakespeare – Royal Shakespeare Theatre, Stratford-upon-Avon
- 1987–1988: Die Katze auf dem heißen Blechdach (Cat on a Hot Tin Roof) von Tennessee Williams – als Big Mama, Royal National Theatre, London
- 1991–1992: Eine Frau ohne Bedeutung (A Woman of No Importance) von Oscar Wilde – als Lady Hunstanton, A Theatre Royal, Bath
- 1994–1995: The Importance of Being Earnest von Oscar Wilde – Old Vic Theatre, London

## Auszeichnungen
- 1983: Nominierung für den Laurence Olivier Award in der Kategorie Beste Nebendarstellerin für Pack of Lies[2]
- 1993: Laurence Olivier Award in der Kategorie Beste Nebendarstellerin für Ein Inspektor kommt[3]